# Madeleine Lebeau
Madeleine Lebeau (även LeBeau), född 10 juni 1923 i Antony, Hauts-de-Seine, söder om Paris, död 1 maj 2016 i Estepona, Spanien, var en fransk skådespelare.
Hon var gift med skådespalren Marcel Dalio åren 1939–1942. Eftersom Dalio hade judiskt släktskap flydde de från Frankrike efter den tyska invasionen 1940 med sikte på Chile. Istället kom de via Kanada till USA och Lebeau började synas i Hollywoodfilmer, bland annat Gentleman Jim 1941 med Errol Flynn. 1942 fick hon en biroll som Yvonne i Casablanca. I filmen kan man se henne gråtandes framföra Marseljäsen då hon och andra barbesökare överröstar några tyska officerare som sjunger "Die Wacht am Rhein".
Efter andra världskrigets slut återvände hon till Frankrike. Hon medverkade i ett tjugotal filmer till, främst franska. 1963 hade hon en större biroll som temperamentsfull fransyska i Federico Fellinis 8 ½. Från 1988 till hans död 2009 var hon gift med manusförfattaren Tullio Pinelli som bland annat varit involverad i just 8 ½. Fram till hennes död ansågs hon vara den sista skådespelaren i livet som medverkade i Casablanca.

## Filmografi, urval
- 1941 – Natten är så kort...
- 1941 – Gentleman Jim
- 1942 – Casablanca
- 1943 – Paris After Dark
- 1944 – Musik för miljoner
- 1950 – Gyllene buren
- 1957 – En äkta parisiska
- 1959 – Syndapengar
- 1963 – 8 ½
- 1964 – Angélique